# Дудвил
Дудвил (фр. Doudeville) насеље је и општина у северној Француској у региону Горња Нормандија, у департману Приморска Сена која припада префектури Руан.
По подацима из 2011. године у општини је живело 2561 становника, а густина насељености је износила 176,5 становника/km². Општина се простире на површини од 14,51 km². Налази се на средњој надморској висини од 120 метара (максималној 156 m, а минималној 85 m).

## Демографија
| 1962. | 1968. | 1975. | 1982. | 1990. | 1999. | 2011. |
| ----- | ----- | ----- | ----- | ----- | ----- | ----- |
| 1.899 | 1.993 | 2.161 | 2.315 | 2.492 | 2.526 | 2.561 |

График промене броја становника у току последњих година